# Station Hilsea
Hilsea is een spoorwegstation van National Rail in Portsmouth in Engeland. Het station is eigendom van Network Rail en wordt beheerd door South Western Railway. 